# Republikken Sakha (Jakutien)
Republikken Sakha (Jakutien) (russisk: Республика Саха (Якутия), tr. Respublika Sakha (Jakutija); jakutisk: Саха Өрөспүүбүлүкэтэ, tr. Sakha Ørøspubulukete) er en af 21 autonome republikker i Den Russiske Føderation. Republikken har 956.896(2015) indbyggere, der hovedsageligt er af etniske jakutere og russere, og et areal på 3.083.523 km².
Med sit omfang af halvdelen af det fjernøstlige føderale distrikt er republikken Sakha den største subnationale enhed efter område, i verden, på 3.083.523 km². Republikken er større end Argentina og kun lidt mindre end Indien, der har et areal på 3.287.590 km². Republikkens hovedstad er byen Jakutsk (299.169(2015)). Republikken Sakha er en af de ti autonome tyrkiske republikker i Den Russiske Føderation. Sakha har nære kulturelle, politiske, økonomiske og industrielle relationer med de uafhængige tyrkiske stater via sit medlemskab af organisationer som det tyrkiske råd og den fælles administration af tyrkisk kunst og kultur.

## Etymologi
Sakha er jakuternes betegnelse for sig selv. Navnet jakutere er et eksonym, der stammer fra evenkernes betegnelse for sakhafolket, jako. Ordet jak er en forvanskning af det tyrkiske ord af yakut (dansk: rubin). Betgnelsen jako gled senere ind i det russiske sprog som Якуты, tr. Jakuty.
Der er fremsat teorier om, at sakhafolkets endonym, er afledt af "Sakhastan", en historisk stat i Persien.

## Historie
Det tyrkiske sakhafolk jakutere bosatte sig sandsynligvis i området i 12-1300-tallet efter at være migreret mod nord fra området omkring Bajkalsøen til den centrale del af Lena. Fra det nye bosættelsesområde spredte de sig gradvist mod nordøst og vest ud over Lena floddalen mod Ishavet, til nutidens Sakha-område.
Ved indvandringen til Lenadalen fordrev sakhafolket en mindre befolkningsgruppe, der levede af jagt og rensdyravl, og indførte kvægavlsøkonomi i Centralasien. Den oprindelige befolkning af palæosibirisk og tungusisk afstamning var i hovedsagen assimileret med Sakhafolket i 1600-tallet.
Tygyn, en changalasskij-jakutisk konge, gav russerne områder til en bosættelse og indgik en militær pagt med dem, som indebar krig mod rebeller blandt den oprindelige befolkning i hele Nordøstasien. Kong Kull af mengelerchangalastar-jakuterne indledte en sammensværgelse mod Sakha ved at lade sin slægtning Tygyn indgå i pagten med russerne.
Byen Jakutsk grundlagdes under navnet Lenskij Ostrog (dansk: Lenskij borg) af kosakken Pjotr Beketov den 25. september 1632. I 1638 oprettede den russiske regering en administrativ enhed med centrum i Lenskij Ostrog.
Russerne etablerede flere landbrug i Lenafloddalen. De religiøse grupper, der sendtes i eksil til Sakha under anden halvdel af 1800-tallet, begyndte at dyrke hvede, havre og kartofler. Med udviklingen af pelshandelen etableredes en pengeøkonomi. Industri og transport blev udviklet hen imod slutningen af 1800-tallet og i begyndelsen af den sovjetiske periode. Dette var tillige begyndelsen på minedrift i området. De første dampskibe blev også taget i brug i området.
Den 27. april 1922 blev Jakutien en autonom sovjetrepublik, og efter Sovjetunionens sammenbrud anerkendtes Sakha som delrepublik under russisk jurisdiktion.
I 1992 efter sammenbruddet af Sovjetunionen, blev Jakutien anerkendt af Moskva som Респу́блика Саха (Яку́тия), tr. Respúblika Sakha (Jakútija) som en del af Den Russiske Føderation. Jakutien var historisk del af russisk Sibirien, men siden dannelsen af det fjernøstlige føderale distrikt i 2000 en del af dette.

## Geografi
Republikken Sakha grænser til Tjukotskij autonome okrug, Magadan oblast og Khabarovsk kraj i øst, Amur oblast, Zabajkalskij kraj og Irkutsk oblast i syd og Krasnojarsk kraj i vest. Sakha strækker sig mod nord til Henriettaøerne, en øgruppe i de Nysibiriske øer, og grænser til Laptevhavet og det Østsibiriske hav i Ishavet. Havene er de koldeste og isrigeste på den nordlige halvkugle og er tilfrosne ni–ti måneder om året.
Sakha kan inddeles i tre vegetationsbælter: omtrent 40 % af Sakha ligger nord for den nordlige polarcirkel og præges af permafrost, der kraftigt influerer på regionens økologi og begrænser skovvækst til den sydlige region. Arktisk og subarktisk tundra kendetegner mellemregionen, hvor der vokser lav og mos, der fungerer som græsningsområde for rener. I den sydlige del af tundrabæltet vokser lave sibiriske fyrretræer og lærketræer langs med floderne. Syd for tundraregionen findes den store taigaregion. Taigaskov dækker omkring 47 % af Sakha, og næsten 90 % heraf er lærketræ.